# Astronomia galáctica

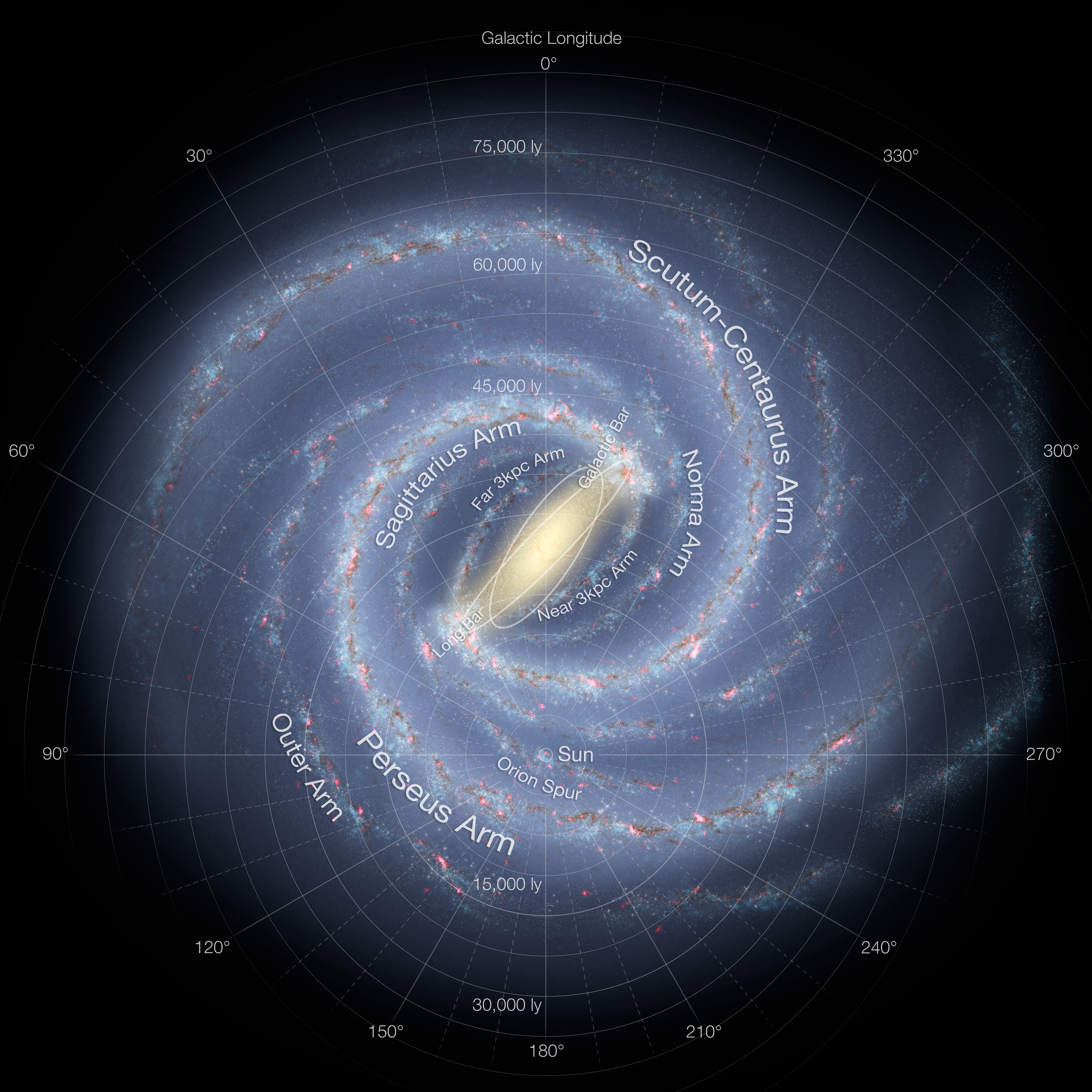
Concepção artística da Via Láctea

A astronomia galáctica é um ramo da Astronomia dedicado aos estudos da Via Láctea. Esse ramo se contrapões ao da astronomia extragaláctica.

## Visão geral
A astronomia galáctica não deve ser confundida com a formação e evolução de galáxias, que é o estudo geral das galáxias, sua formação, estrutura, componentes, dinâmica, interações e a variedade de formas que assumem.
A Via Láctea, onde se encontra o Sistema Solar, é em muitos aspectos a galáxia mais bem estudada, embora partes importantes dela sejam obscurecidas da vista em comprimentos de onda visíveis por regiões de poeira cósmica. O desenvolvimento da radioastronomia, astronomia infravermelha e astronomia submilimétrica no século 20 permitiu que o gás e a poeira da Via Láctea fossem mapeados pela primeira vez.